# 산테 벤티볼리오

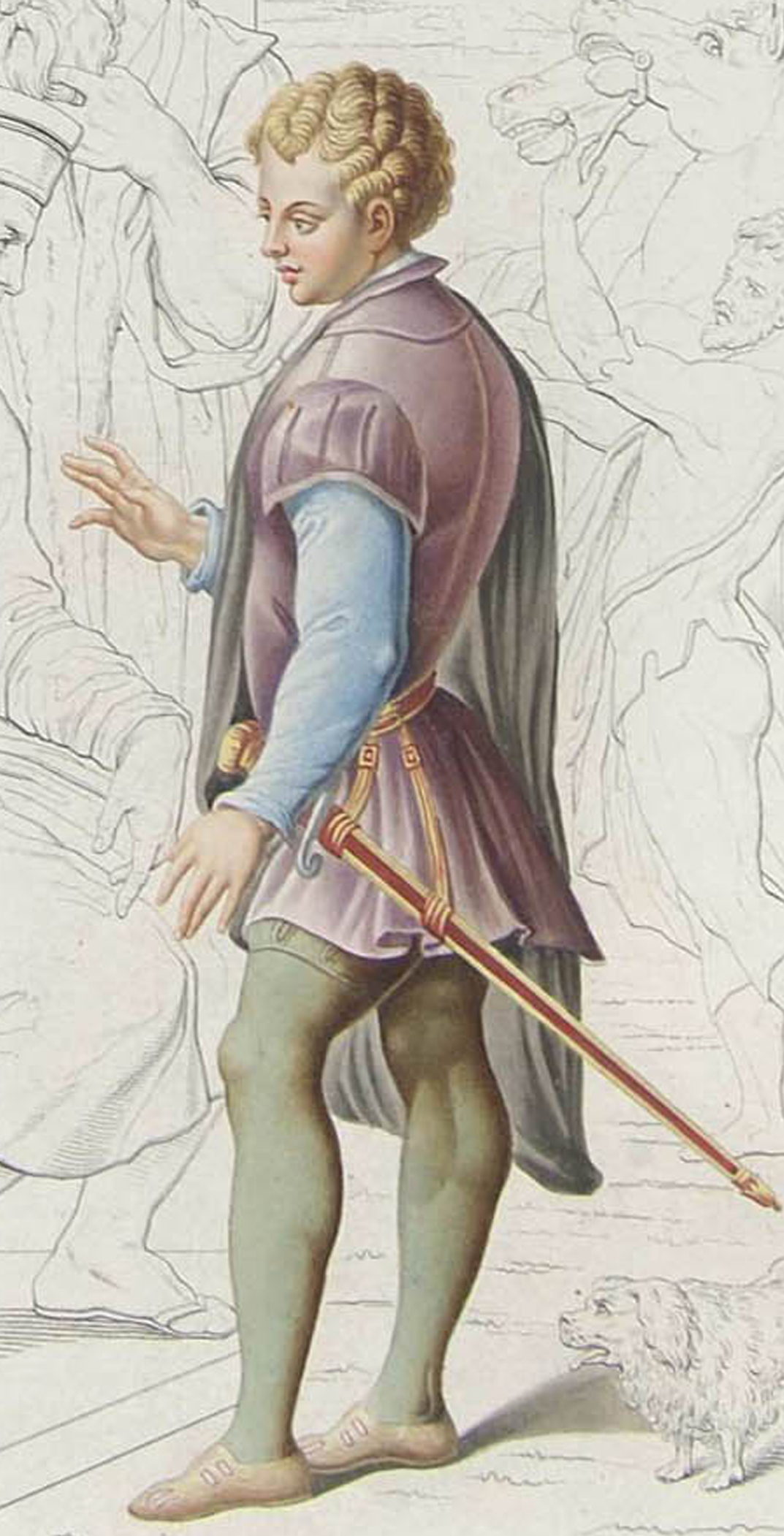

산테 1세 벤티볼리오(Sante I Bentivoglio, 1426년–1462년 6월 24일)는 1445년부터 1462년까지 볼로냐를 참주 또는 사실상의 대공으로서 통치했던 이탈리아의 귀족이다.
공식적으론 가난한 대장장이의 아들이였지만, 그가 에르콜레 벤티볼리오의 아들이라고 주장할때까지 그는 어린 시절에 피렌체서 여러 이름으로 양털 산업에 종사하였다. 그는 코시모 데 메디치의 궁전에서 교육을 받았고 다양한 문화를 받아들였다. 그의 귀족으로 추정되는 아버지를 통해, 산테는 그 당시 볼로냐의 통치자였던 안니발레 1세 벤티볼리오의 친척인 척을 할 수 있었다. 안니발레가 적대 가문에 의한 기습으로 사망하자, 볼로냐인들은 그에게 볼로냐의 곤팔로니에레 디 주스티치아라는 칭호와 정부권을 넘겨줬다. 그는 또한 안니발레의 아들의 스승으로 조반니를 선임하였다. 이 사건으로 산테는 피렌체인에서 사실상의 볼로냐의 대공으로 변신하게 되었다. 산테 벤티볼리오의 장악력과 함께 밀라노 공국의 지지로, 볼로냐에 절대적인 시뇨리아를 세웠다.
1454년에 그는 스포르차 가문과 가까운 사이였던 페사로의 군주인 알레산드로 스포르차의 14살 딸 지네브라 스포르차와 혼인하였다. 그들 사이에서 두 명의 딸을 가졌는데 각각: 코스탄차(Costanza, 1458년–1491년) - 안토마리아 피코 델라 미란돌라와 혼인 / 에르콜라(Ercola , 1459년–1505년)이다. 1457년 교황과 산테 벤티볼리오는 볼로냐에 입헌 국가를 세웠다. 1460년 산테는 팔라초 벤티볼리오 궁을 세웠으나, 1507년에 벤티볼리오 가문이 볼로냐에서 추방당하면서 파괴된다. 그는 교황으로부터 도시의 자치를 얻어냈고 지역 귀족들과 교황 대표단으로 구성된 자치 의회를 세웠다. 그는 교황의 대표단들과 함께 업무를 하였고, 교황 비오 2세는 1458년과 1459년 두 차례나 볼로냐를 방문했다.
정치적으로, 베네치아 공화국과 스포르차 가문, 메디치 가문가 동맹을 하였다. 그는 질병으로 1462년에 볼로냐에서 사망하였고, 나중에 그의 미망인인 지네브라와 결혼한 안니발레의 아들 조반니 2세 벤티볼리오가 계승한다.